# Mark Worthington
Mark Gordon Worthington (Bunbury, 8 giugno 1983) è un ex cestista e allenatore di pallacanestro australiano.

## Carriera
Con l'Australia ha disputato due edizioni dei Giochi olimpici (Pechino 2008, Londra 2012), due dei Campionati mondiali (2006, 2010) e quattro dei Campionati oceaniani (2005, 2007, 2009, 2011).

## Palmarès
- Campionato tedesco: 1

Brose Bamberg: 2009-10
- Coppa di Germania: 1

Brose Bamberg: 2010